# Перро, Натан
Натан Перро (англ. Nathan Perrott; род. 8 декабря 1976, Оуэн-Саунд, Канада) — канадский хоккейный тренер, в прошлом профессиональный хоккеист-тафгай и боксёр.

## Биография
В 1995 году был выбран на драфте под общим номером 44 клубом «Нью-Джерси Девилз». Через 2 года перешёл в «Чикаго Блэкхокс». Но постоянно играл за фарм-клубы. Дебют Перро в НХЛ состоялся в сезоне 2001/02 в клубе «Нэшвилл Предаторз», за который он сыграл 22 матча и набрал 3 (1+2) очка и заработал 74 минуты штрафа. Свой первый гол в НХЛ Перро забил 6 апреля 2002 года в матче против «Калгари Флэймз». В 2003 году перешёл в «Торонто Мейпл Лифс». В сезоне 2005/06 выступал за клуб «Даллас Старз».
Натан Перро в сезонах 2007—2008 и 2008—2009 выступал за клуб КХЛ «Витязь» из Чехова. В Российском чемпионате провёл за 2 сезона в общей сложности 23 игры, в которых набрал одно единственное очко (результативную передачу) и 235 минут штрафа. 27 января 2009 года в домашнем матче против московского «Динамо» Перро поучаствовал сразу в нескольких драках с соперниками. Причиной тому послужило и то, что на площадке отсутствовал на тот момент основной тафгай Витязя Крис Саймон. Перро дважды набрасывался на Карела Рахунека, а затем и вовсе, несмотря на удаление до конца матча, Перро вернулся на лед и стал искать новую жертву, после чего решил разобраться со всей командой соперника. Однако судьям удалось его оттащить. После этого инцидента Перро был дисквалифицирован на три матча.
В феврале 2011 года Перро объявил о завершении карьеры хоккеиста и переходе в профессиональный бокс. Свой первый поединок на профессиональном ринге Перро провёл 11 сентября 2011 года, в котором он одержал победу над афроамериканцем Макиди Ку Тима, отправив его в нокаут.